# رادزلی
رادزلی (به انگلیسی: Rodsley) یک روستا و محله مدنی در بریتانیا است که در Derbyshire Dales واقع شده‌است.